# 金豪
金豪（1510年—？），字文興，浙江金華府蘭谿縣人，民籍，明朝政治人物。

## 生平
嘉靖二十二年（1543年）癸卯科浙江鄉試第五十八名舉人。嘉靖二十三年（1544年）中式甲辰科會試第二百九名，登第三甲第二百零八名進士。授行人司行人，嘉靖二十七年（1548年）升南京廣東道監察御史。三十二年升任常州府知府，官至按察司副使。

## 家族
曾祖金彥良；祖父金仕愷；父金皎，母章氏。永感下。兄金富。弟金俊、金傑。